# Winners
Winners är en låt skriven av Jimmy Jansson, Mohombi Moupondo och Palle Hammarlund, framförd av Mohombi.
Låten tävlade med startnummer sju i den tredje deltävlingen av Melodifestivalen 2020 i Luleå, från vilken den kvalificerade sig direkt till finalen.

## Listplaceringar
| Lista (2020)                | Topplacering |
| --------------------------- | ------------ |
| Sverige (Sverigetopplistan) | 78           |